# 해구

마리아나 해구

해구(海溝, 문화어: 바다홈, trench)는 대륙사면과 심해저의 경계를 따라 형성된 수심이 6000~11000m인 V 자형의 깊은 골짜기로 해양에서 가장 깊은 곳이며 대양의 중심이 아닌 대륙 주변에 위치하며 주변에서 지진과 화산이 많이 발생한다. 해구에서 가장 깊은 곳을 해연(海淵)이라 한다.

## 개요
해구는 도호(島弧)에 따라 좁다랗게 해저가 패인 곳을 말한다. 현재 지구상에는 해구라고 불리는 곳이 28군데 있다. 그 중에 20개 가량은 태평양에 있고, 그 대다수가 서태평양에 분포하고 있어서, 해구는 서태평양을 특징짓는 해저지형이다. 해구의 길이가 가장 긴 것은 알류샨(Aleutian) 해구로서 2,600km에 이른다. 한편 일본해구는 불과 300km 가량의 길이이며, 해구의 폭은 20∼60km 정도이다. 해구의 가장 깊은 곳을 해연(海淵)이라 한다. 세계에서 가장 깊은 해연은 마리아나(Mariana)해구 중의 비티아즈(Vityaz)해연으로서, 그 깊이는 11,034m이다.

## 해구
- 알류산 해구 7670m
- 필리핀 해구 10540m
- 쿠릴-캄차카 해구 10540m
- 일본 해구 8020m
- 마리아나 해구 11034m
- 통가 해구 10800m
- 페루-칠레 해구 8050m
- 자와 해구 (순다 해구) 7725m

## 해곡
깊이가 6,000m 이상인 곳을 해구(trench)라고 하고, 그보다 얕은 곳을 해곡(trough)이라고 한다

## 같이 보기
- 대륙붕